# Williams River (New South Wales)
Williams River är ett flod i Australien. Det ligger i regionen Port Stephens Shire och delstaten New South Wales, i den sydöstra delen av landet, omkring 130 kilometer norr om delstatshuvudstaden Sydney.
I omgivningarna runt Williams River växer i huvudsak städsegrön lövskog. Runt Williams River är det ganska tätbefolkat, med 90 invånare per kvadratkilometer. Genomsnittlig årsnederbörd är 1 277 millimeter. Den regnigaste månaden är februari, med i genomsnitt 223 mm nederbörd, och den torraste är juli, med 46 mm nederbörd.